# اوکین
اوکین (به اسپانیایی: Awkin) یک کوه در پرو است که در Peru, Lima Region, Cajatambo Province, Oyón Province واقع شده‌است. اوکین ۵٬۱۸۳ متر بالاتر از سطح دریا واقع شده‌است.